# Левченко, Василий Сидорович
Василий Сидорович Левченко (1912—1999) — полковник Советской Армии, участник Великой Отечественной войны, Герой Советского Союза (1943).

## Биография
Родился 28 января 1912 года в селе Баксан (ныне — город в Кабардино-Балкарии). После окончания совпартшколы работал секретарём Нальчикского городского комитета ВЛКСМ. В 1933 году был призван на службу в Рабоче-крестьянскую Красную Армию. Окончил военно-политическое училище и два курса Военно-политической академии.
С июля 1941 года — на фронтах Великой Отечественной войны.
К сентябрю 1943 года В. С. Левченко командовал 838-м стрелковым полком 237-й стрелковой дивизии 40-й армии Воронежского фронта. Отличился во время битвы за Днепр. В ночь с 24 на 25 сентября 1943 года полк Левченко успешно переправился через Днепр в районе села Гребени Кагарлыкского района Киевской области Украинской ССР и захватил плацдарм на его западном берегу, после чего удерживал его до переправы основных сил. Всего силами полка отбито до 60 немецких атак на плацдарм.
Указом Президиума Верховного Совета СССР от 23 октября 1943 года майор Василий Сидорович Левченко был удостоен звания Героя Советского Союза с вручением ордена Ленина и медали «Золотая Звезда» за номером 2005.
После окончания войны продолжил службу в Советской Армии. В 1948 году окончил Военную академию имени Фрунзе. В 1970 году в звании полковника вышел в отставку. Проживал в Москве, работал в Ленинской библиотеке главным библиографом военного отдела. Скончался 11 июня 1999 года, похоронен на Пятницком кладбище Москвы.
Кандидат военных наук. Был также награждён тремя орденами Красного Знамени, орденом Александра Невского, двумя орденами Отечественной войны 1-й степени, орденом Красной Звезды, рядом медалей и иностранных наград.

## Сочинения
- Левченко В. С. Сражение в Карпатах. — М., 1960.
- Левченко В. С. Стрелковый полк захватывает плацдарм. // Военно-исторический журнал. — 1973. — № 9. — С.40-44.
- Левченко В. С. Бой за высоту 741. // Военно-исторический журнал. — 1974. — № 9. — С.53-58.